# Kolywan-Kamm
Der Kolywan-Kamm (russisch Колыванский хребет) ist ein Gebirgszug in der Region Altai im äußersten Nordwesten des Altaigebirges.
Der Kolywan-Kamm hat eine Länge von ungefähr 100 km. Er erreicht im östlichen Teil durchschnittlich Höhen von 600–800 m. Höchste Erhebung ist die 1206 m hohe Sinjucha. Der westliche Gebirgsteil besitzt ein Niveau von 400–500 m. An der Südwestflanke liegt die Kleinstadt Smeinogorsk. Das Gebirge besteht aus Graniten und Schiefern, ferner aus Laven und Tuffen. Es kommen polymetallische Vererzungen vor. Es besitzt Vorkommen von Jaspis, Rhyolithen und Quarzit. Das Gebirge weist sanfte Berghänge nach Osten auf, die mit Birken- und Espen-Wald bedeckt sind.